# Leona Florentino

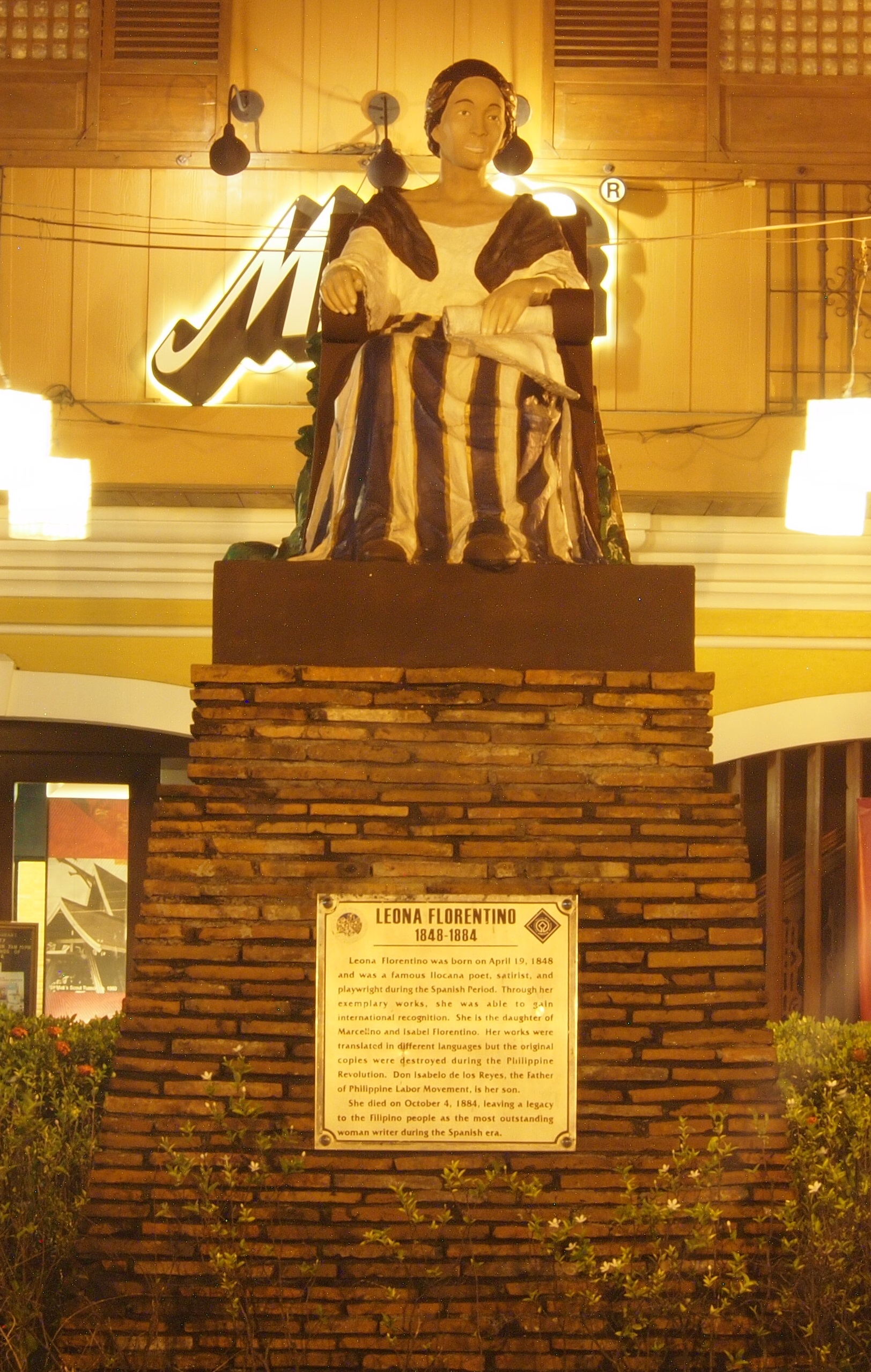
Denkmal für Leona Florentino in Vigan City

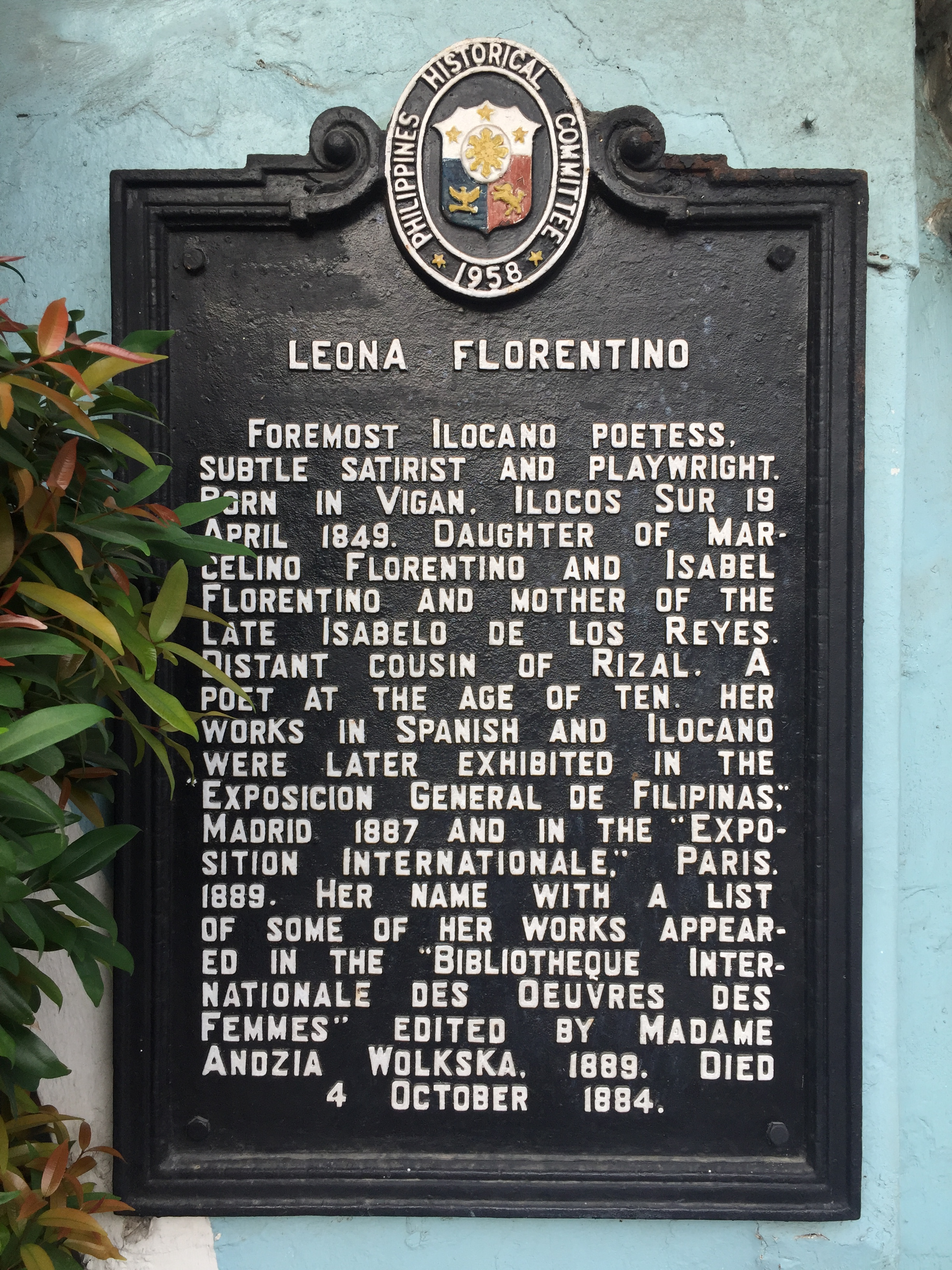
Gedenktafel der National Historical Commission of the Philippines am Haus von Leona Florentino in Vigan City

Leona Josefa Florentino (* 19. April 1849 in Vigan City, Ilocos Sur, Capitanía General de Filipinas; † 4. Oktober 1884 ebenda) war eine philippinische Dichterin, die in Spanisch und Ilokano schrieb. Sie gilt als „Mutter der philippinischen Frauenliteratur“ und als „Brücke von der mündlichen zur literarischen Tradition“.

## Leben
Florentino wurde in einer wohlhabenden und prominenten Familie geboren und auf den christlichen Namen Leona Josefa Florentina getauft. Schon in jungen Jahren begann sie, ihre ersten Verse in Ilokano zu schreiben. Trotz ihres Potenzials war es ihr aufgrund ihres Geschlechts nicht gestattet, eine Universitätsausbildung zu erhalten. Florentino wurde stattdessen von ihrer Mutter und später von einer Reihe von Privatlehrern unterrichtet. Ein gebildeter katholischer Ilokano-Priester brachte ihr Spanisch bei und ermutigte sie, ihre Poesie weiterzuentwickeln.
Florentino wurde im Alter von 14 Jahren mit einem Politiker namens Elías de los Reyes verheiratet. Sie hatten fünf gemeinsame Kinder. Ihr ältester Sohn Isabelo de los Reyes wurde später ein philippinischer Schriftsteller, Aktivist und Senator. Der prominente Politiker und Dramatiker Marcelino Crisólogo war ihr Schwager.
Die Themen ihrer überlieferten 22 Gedichte in Spanisch und Ilokano sind frauenbezogen und mit satirischen und homoerotischen Anspielungen. Sie sprechen gegen die etablierten Geschlechterrollen und die häuslichen und öffentlichen Räume für Frauen. Exemplarisch ist Florentinos Verwendung von Blumen in ihrem Gedicht Lenguaje de las flores von 1882. So wird eine Frau namens „Castora“ mit einer Jasminblüte verglichen, die über ihre Blütezeit hinaus verwelkt ist. Sie braucht nichts weiter als Trinkwasser, und sie kehrt mit neuem Leben erfüllt, glücklich und zufrieden zurück, auch wenn sie nicht den konventionellen Erwartungen entspricht, Kinder zu bekommen und früh zu heiraten.
Aufgrund der als unmoralisch bewerteten Inhalte ihrer Gedichte wurde Florentino von ihrem Mann und ihren Kindern gemieden; sie musste allein und getrennt von ihrer Familie leben. Sie starb im Alter von 35 Jahren an Tuberkulose. In den letzten Momenten ihres Lebens gelang es ihr noch einmal, kurz mit ihrem Sohn Isabelo zusammenzukommen.
Ihre Gedichte verbrannten teilweise während der philippinischen Revolution, die überlieferten werden in Spanien, Paris, St. Louis und der philippinischen Nationalbibliothek aufbewahrt. Nach ihrem Tod war sie 1887 Teil der Exposition Filipina in Madrid und 1889 der Exposition Internationale in Paris. Ihre literarischen Beiträge wurden 1889 als erste Werke einer Philippina in die Encyclopédie Internationale des Oeuvres des Femmes aufgenommen.
In Vigan City wird ihrer mit ein Denkmal und einem Foto von ihr aus dem Jahr 1880 im örtlichen Museum gedacht. Ihr ehemaliges Wohnhaus, an dem eine Plakette angebracht ist, wurde in ein nach ihr benanntes Restaurant, das Cafe Leona, umgewandelt.